# Gmina Odder
Gmina Odder (duń. Odder Kommune) – jedna z duńskich gmin w regionie Jutlandia Środkowa (do 2007 r. w okręgu Århus Amt). 
Siedzibą władz gminy jest Odder. 
Gmina Odder została utworzona 1 kwietnia 1970 na mocy reformy podziału administracyjnego Danii. Kolejna reforma potwierdziła status gminy.

## Dane liczbowe
- Liczba ludności: (♀ 10 472 + ♂ 10 661) = 21 133
  - wiek 0-6: 9,1%
  - wiek 7-16: 14,2%
  - wiek 17-66: 63,3%
  - wiek 67+: 13,5%
- zagęszczenie ludności: 93,9 osób/km²
- bezrobocie: 4,5% osób w wieku 17-66 lat
- cudzoziemcy z UE, Skandynawii i USA: 124 na 10.000 osób
- cudzoziemcy z krajów Trzeciego Świata: 163 na 10.000 osób
- liczba szkół podstawowych: 10 (liczba klas: 121)